# Штанд за пољупце 2
Штанд за пољупце 2 (енгл. The Kissing Booth 2) амерички је тинејџерски и љубавно-хумористички филм из 2020. године у режији Винса Марчела, по сценарију Марчела и Џеја Арнолда. Наставак је филма Штанд за пољупце из 2018. године и други део трилогије Штанд за пољупце. Темељи се на серији романа Штанд за пољупце Бет Риклс. Главне улоге глуме Џои Кинг, Џоел Кортни и Џејкоб Елорди.
Netflix је објавио филм 24. јула 2020. године. Као свој претходник, филм је добио углавном негативне критике критичара. Трећи део објављен је 11. августа 2021. године.

## Радња
Ел доноси одлуке о факултету и жонглира везу на даљину с Ноом, промене у пријатељству с Лијем и осећања према новом школском колеги.

## Улоге
| Глумац                 | Улога               |
| ---------------------- | ------------------- |
| Џои Кинг               | Ел Еванс            |
| Џоел Кортни            | Ли Флин             |
| Џејкоб Елорди          | Ноа Флин            |
| Тејлор Захар Перез     | Марко Валентин Пена |
| Мејси Ричардсон Селерс | Клои Винтроп        |
| Моли Рингвалд          | госпођа Флин        |
| Меган Јанг             | Рејчел              |
| Стивен Џенингс         | Мајк Еванс          |
| Клои Вилијамс          | Џони Еванс          |
| Морн Висер             | господин Флин       |
| Бјанка Бош             | Оливија             |
| Зендајл Мадлива        | Гвинет              |
| Камила Вулфсон         | Мија                |
| Карсон Вајт            | Бред Еванс          |
| Џад Крок               | Оли                 |
| Франсес Шолто Даглас   | Вивијан             |
| Еван Хенгст            | Мајлс               |
| Санда Шанду            | Ренди               |
| Хилтон Пелсер          | Бари                |
| Трент Роу              | Мелвин              |
| Мишел Ален             | Хедер               |
| Џошуа Иди              | Тапен               |
| Нејтан Лин             | Камерон             |
| Бајрон Ленгли          | Ворен               |
| Дејвид Морин           | директор Морин      |